# Grota nad Korytem
Grota nad Korytem – jaskinia, a właściwie schronisko, w Dolinie Kościeliskiej w Tatrach Zachodnich. Wejście do niej znajduje się w górnej części Wąwozu Kraków, za siódmym progiem w Żlebie Trzynastu Progów, w pobliżu Jaskini za Siedmiu Progami i Szczeliny za Siedmiu Progami, na wysokości 1430 metrów n.p.m.  Długość jaskini wynosi 5,2 metrów, a jej deniwelacja 2,1 metrów.

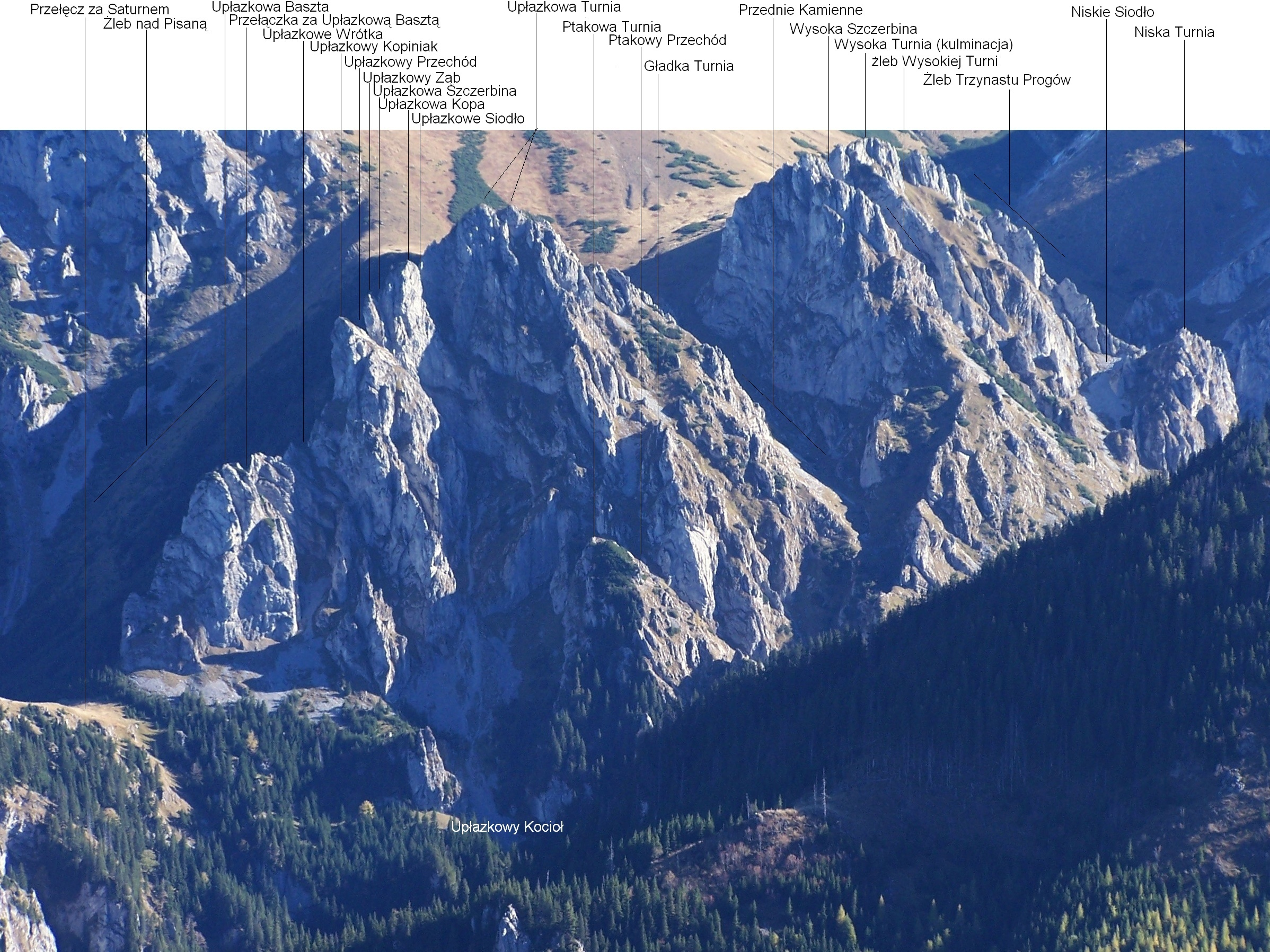
Na prawo Żleb Trzynastu Progów

## Opis jaskini
Jaskinię stanowi niewielka sala do której z małego otworu wejściowego prowadzi pochyła półka kończąca się 1,5-metrowym progiem. Z salki poniżej progu odchodzi wąska szczelina idąca do nyży w pobliżu otworu.

## Przyroda
W jaskini można spotkać nacieki grzybkowe i polewy naciekowe. Ściany są suche, brak jest na nich roślinności.

## Historia odkryć
Jaskinię odkryli oraz sporządzili jej plan i opis J. Nowak i J. Ślusarczyk w 2005 roku. Korytem nazywa się dno Żlebu Trzynastu Progów powyżej siódmego progu.